# Liste des plus hauts gratte-ciel par pays
 (novembre 2018).
Si vous disposez d'ouvrages ou d'articles de référence ou si vous connaissez des sites web de qualité traitant du thème abordé ici, merci de compléter l'article en donnant les références utiles à sa vérifiabilité et en les liant à la section « Notes et références ».
Cette page dresse la liste des plus hauts gratte-ciel par pays.

## Critères
La liste suivante recense que les Gratte-ciel à étages mesurant au moins 50 m de haut.

## Gratte-ciel construits

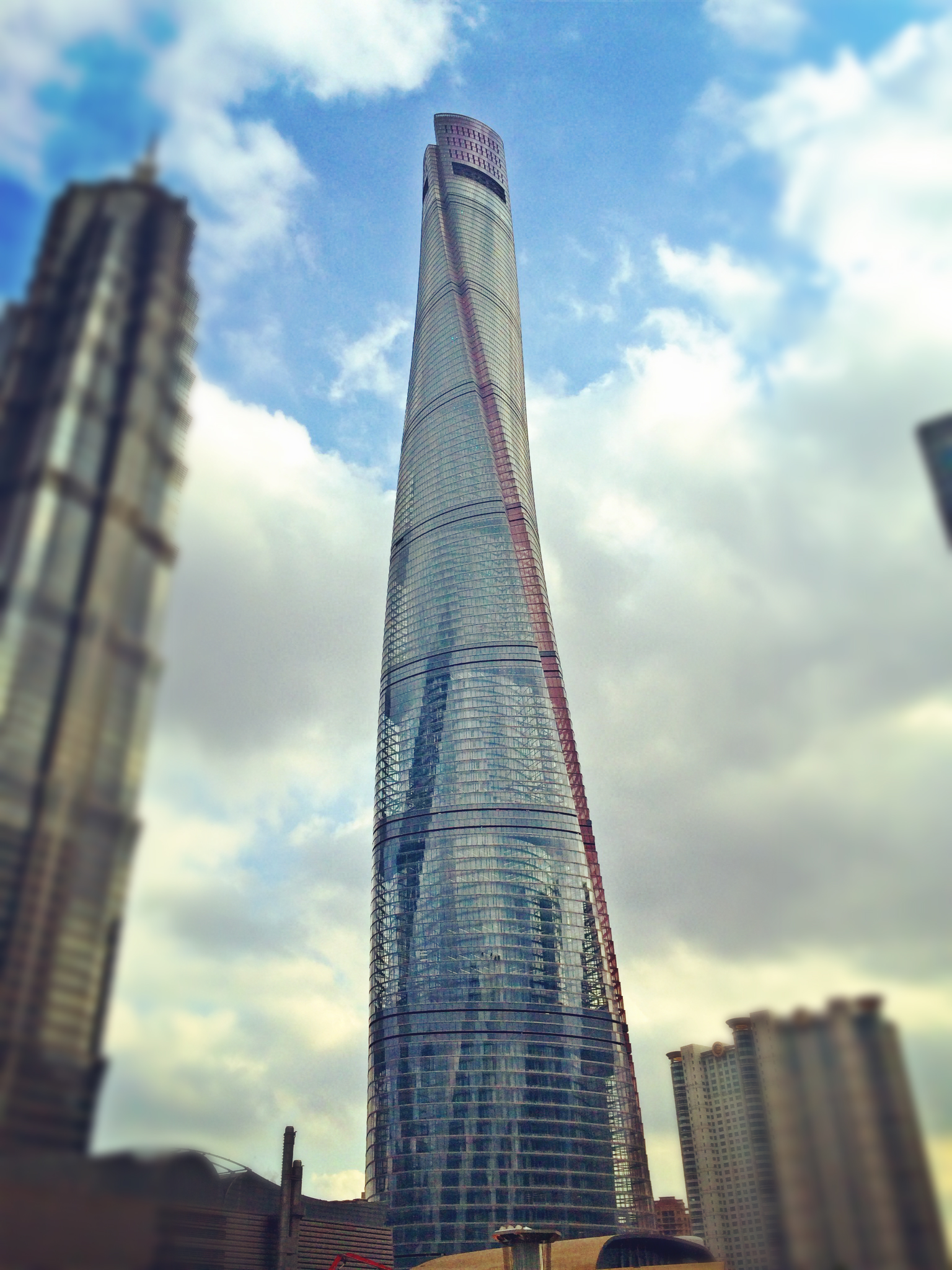
Tour Shanghai (Shanghai)
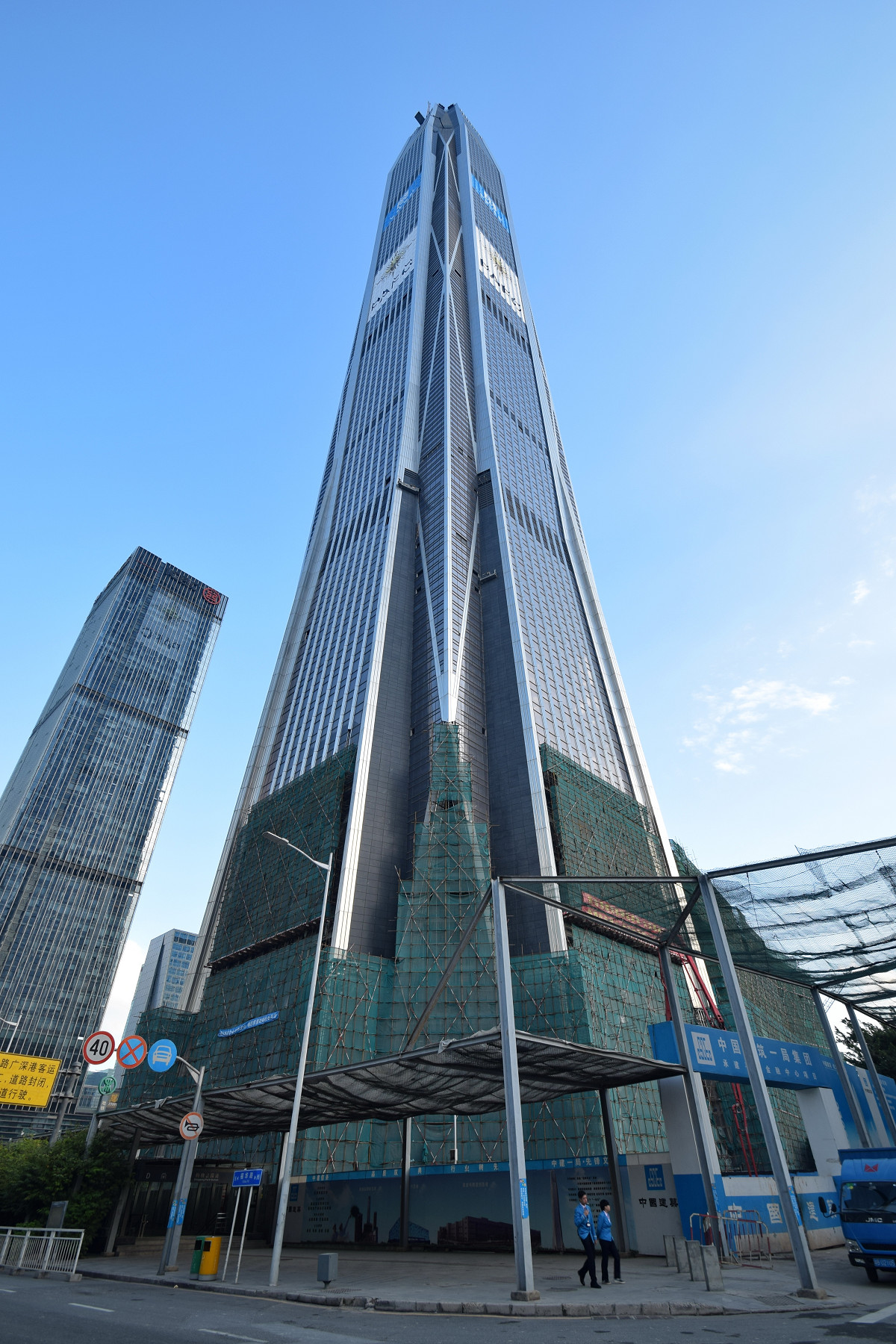
Ping An Finance Centre (Shenzhen)
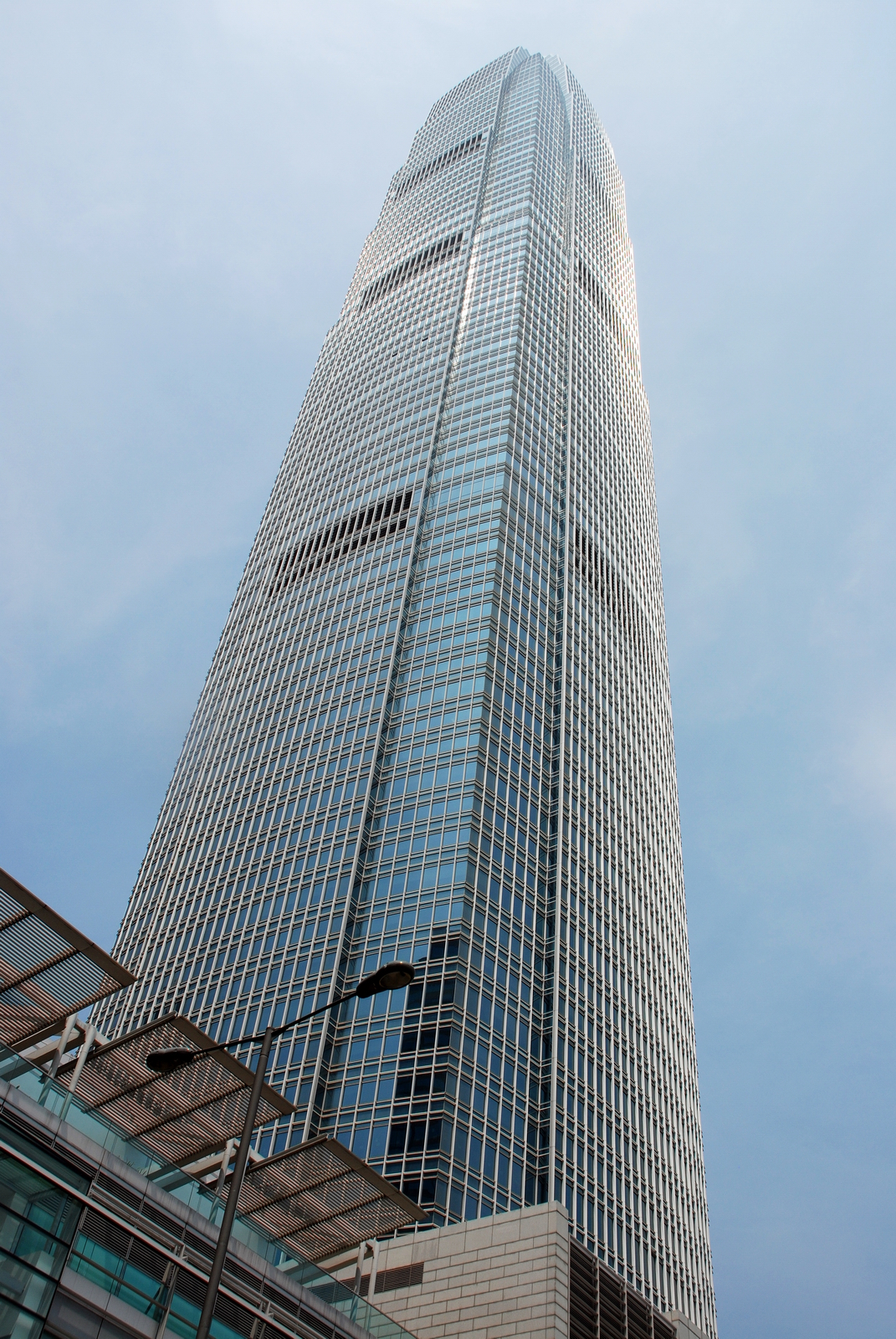
Two International Finance Center (Hong Kong)
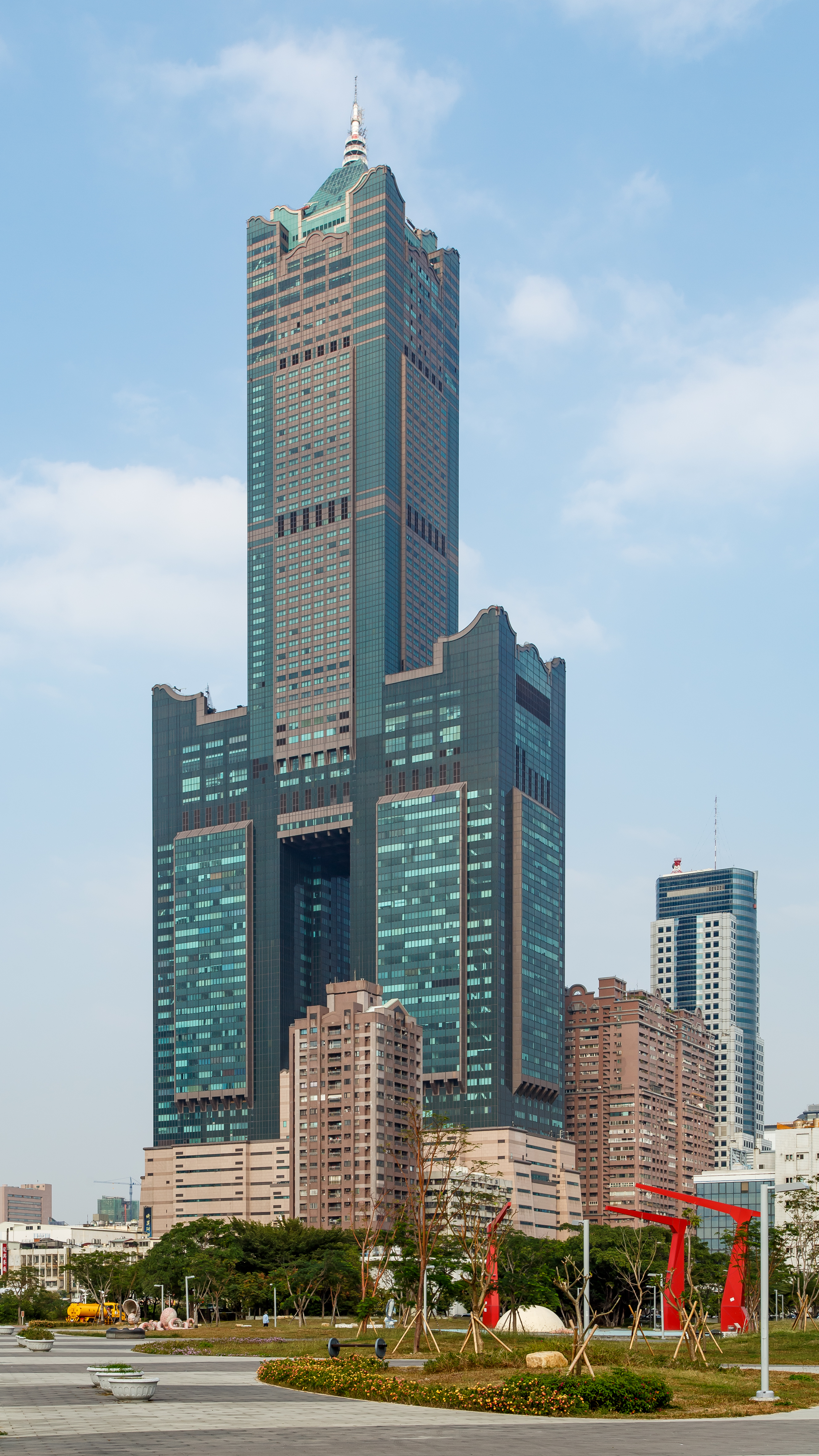
Tuntex Sky Tower (Kaohsiung)

### Liste
Ce tableau recense les plus hauts gratte-ciel par pays selon leur hauteur structurelle. Ceux dont le nom est en gras est le plus haut gratte-ciel du continent.
| Pays                             | Nom                                               | Ville                   | Hauteur structurelle | Étages | Année |
| -------------------------------- | ------------------------------------------------- | ----------------------- | -------------------- | ------ | ----- |
| Afghanistan                      | Kabul Tower (en)                                  | Kaboul                  | 75 m                 | 17     | 1999  |
| Afrique du Sud                   | Carlton Centre                                    | Johannesbourg           | 223 m                | 50     | 1973  |
| Albanie                          | Downtown One                                      | Tirana                  | 172 m                | 55     | 2022  |
| Algérie                          | Grande mosquée d'Alger                            | Alger                   | 270 m                | 37     | 2018  |
| Allemagne                        | Commerzbank Tower                                 | Francfort-sur-le-Main   | 259 m                | 58     | 1997  |
| Andorre                          | Caldea                                            | Escaldes-Engordany      | 80 m                 | 18     | 1994  |
| Angola                           | IMOB Business Tower                               | Luanda                  | 145 m                | 35     | 2018  |
| Antigua-et-Barbuda               | Cathédrale Saint-Jean de Saint John's             | Saint John's            | 21 m                 |        | 1845  |
| Arabie saoudite                  | Abraj Al Bait Towers                              | La Mecque               | 601 m                | 120    | 2012  |
| Argentine                        | Alvear Tower Puerto Madero                        | Buenos Aires            | 235 m                | 54     | 2018  |
| Arménie                          | Elite Plaza Business Center (en)                  | Erevan                  | 85 m                 | 18     | 2012  |
| Australie                        | Q1 Tower                                          | Gold Coast              | 322 m                | 78     | 2005  |
| Autriche                         | DC Towers                                         | Vienne                  | 220 m                | 60     | 2013  |
| Azerbaïdjan                      | SOCAR Tower                                       | Bakou                   | 210 m                | 42     | 2016  |
| Bahamas                          | Atlantis Paradise Island                          | Paradise Island         | 93 m                 | 23     | 1998  |
| Bahreïn                          | Four Seasons Hotel Bahrain Bay                    | Manama                  | 270 m                | 50     | 2014  |
| Bangladesh                       | City Centre Dhaka (en)                            | Dacca                   | 171 m                | 37     | 2012  |
| Belgique                         | Tour du Midi                                      | Saint-Gilles            | 150 m                | 38     | 1967  |
| Bénin                            | Tour de la BCEAO (Cotonou)                        | Cotonou                 | 57 m                 | 16     | -     |
| Bhoutan                          | Musée national du Bhoutan (en)                    | Paro                    | 22 m                 | 6      | 1649  |
| Biélorussie                      | Parus                                             | Minsk                   | 134 m                | 32     | 2015  |
| Birmanie                         | Hotel Yangon Residences                           | Rangoun                 | 104 m                | 29     | 2017  |
| Brésil                           | Epic Tower                                        | Balneário Camboriú      | 209 m                | 55     | 2018  |
| Bolivie                          | Torres del Poeta                                  | La Paz                  | 170 m                | 40     | 2018  |
| Bosnie-Herzégovine               | Avaz Twist Tower                                  | Sarajevo                | 142 m                | 39     | 2009  |
| Botswana                         | I Tower                                           | Gaborone                | 90 m                 | 25     | 2016  |
| Brunei                           | Ministry of Finance Building                      | Bandar Seri Begawan     | 120 m                | 21     | 2001  |
| Bulgarie                         | Capital Fort                                      | Sofia                   | 126 m                | 27     | 2013  |
| Burundi                          | Lumitel Tower                                     | Bujumbura               | 50 m                 | 15     | 2015  |
| Cambodge                         | Vattanac Bank                                     | Phnom Penh              | 188 m                | 35     | 2012  |
| Cameroun                         | Tour CNPS                                         | Yaoundé                 | 132 m                | 32     | 1982  |
| Canada                           | First Canadian Place                              | Toronto                 | 298 m                | 72     | 1976  |
| Chili                            | Gran Torre Santiago                               | Santiago                | 300 m                | 60     | 2015  |
| Chine                            | Tour Shanghai                                     | Shanghai                | 632 m                | 128    | 2015  |
| Chypre                           | Olympic Residence                                 | Limassol                | 76 m                 | 20     | 2013  |
| Colombie                         | BD Bacata                                         | Bogota                  | 260 m                | 67     | 2016  |
| République du Congo              | Tour Nabemba                                      | Brazzaville             | 106 m                | 30     | 1986  |
| Corée du Nord                    | Hôtel Ryugyong                                    | Pyongyang               | 330 m                | 105    | 2017  |
| Corée du Sud                     | Lotte World Tower                                 | Séoul                   | 556 m                | 123    | 2017  |
| Costa Rica                       | Torres Paseo Colón                                | San José                | 101 m                | 29     | 2010  |
| Côte d'Ivoire                    | Cité administrative                               | Abidjan                 | 113 m                | 30     | 1984  |
| Croatie                          | Čandekova 23a                                     | Rijeka                  | 103 m                | 28     | 1977  |
| Cuba                             | FOCSA Building                                    | La Havane               | 130 m                | 37     | 1956  |
| Danemark                         | Herlev Hospital                                   | Herlev                  | 120 m                | 25     | 1976  |
| Égypte                           | Ministère des Affaires étrangères égyptien        | Le Caire                | 143 m                | 39     | 1994  |
| Émirats arabes unis              | Burj Khalifa                                      | Dubaï                   | 828 m                | 163    | 2010  |
| Équateur                         | The Point                                         | Guayaquil               | 137 m                | 36     | 2013  |
| Espagne                          | Tour de cristal (Madrid)                          | Madrid                  | 250 m                | 53     | 2008  |
| Estonie                          | Swissôtel Tallinn                                 | Tallinn                 | 117 m                | 28     | 2007  |
| États-Unis                       | One World Trade Center                            | New York                | 541 m                | 104    | 2014  |
| Éthiopie                         | African Union Headquarters                        | Addis-Abeba             | 118 m                | 21     | 2011  |
| Fidji                            | Suva Central                                      | Suva                    | 61 m                 | 17     | -     |
| Finlande                         | Hotel Torni Tampere                               | Tampere                 | 88 m                 | 25     | 2014  |
| France                           | Tour First                                        | Courbevoie              | 231 m                | 56     | 1974  |
| Géorgie                          | Tour de l'université technologique de Géorgie     | Batoumi                 | 200 m                | 35     | 2012  |
| Ghana                            | Villagio                                          | Accra                   | 92 m                 | 26     | 2015  |
| Grèce                            | Athens Towers                                     | Athènes                 | 103 m                | 28     | 1971  |
| Guatemala                        | Torre Premier Club                                | Guatemala               | 101 m                | 31     | 1999  |
| Guinée équatoriale               | GEPetrol Tower                                    | Malabo                  | 58 m                 | 14     | 2009  |
| Honduras                         | Igvanas Tara Eco City Torre 1                     | San Pedro Sula          | 122 m                | 31     | 2014  |
| Hongrie                          | Semmelweis Egyetem                                | Budapest                | 88 m                 | 23     | 1976  |
| Inde                             | Palais Royale                                     | Bombay                  | 320 m                | 75     | 2018  |
| Indonésie                        | Gama Tower                                        | Jakarta                 | 289 m                | 63     | 2016  |
| Irak                             | Jaff Tower                                        | Souleimaniye            | 155 m                | 32     | 2013  |
| Iran                             | Tour internationale de Téhéran                    | Téhéran                 | 162 m                | 54     | 2007  |
| Irlande                          | The Elysian                                       | Cork                    | 68 m                 | 17     | 2008  |
| Islande                          | Smáratorg Tower                                   | Kópavogur               | 76 m                 | 20     | 2007  |
| Israël                           | Azrieli Sarona                                    | Tel Aviv-Jaffa          | 238 m                | 61     | 2017  |
| Italie                           | Tour Unicredit                                    | Milan                   | 218 m                | 33     | 2012  |
| Jamaïque                         | Meridien Jamaica Pegasus                          | Kingston                | 61 m                 | 17     | 1973  |
| Japon                            | Abeno Harukas                                     | Osaka                   | 300 m                | 60     | 2014  |
| Jordanie                         | Amman Rotana                                      | Amman                   | 188 m                | 50     | 2016  |
| Kazakhstan                       | Emerald Towers                                    | Noursoultan             | 210 m                | 45     | 2012  |
| Kenya                            | Britam Tower                                      | Nairobi                 | 200 m                | 31     | 2016  |
| Kirghizistan                     | Bishkek Park R2                                   | Bichkek                 | 75 m                 | 21     | 2016  |
| Kosovo                           | Ikonat                                            | Pristina                | 187 m                | 44     | 2022  |
| Koweït                           | Al Hamra Tower                                    | Koweït                  | 412 m                | 80     | 2011  |
| Laos                             | Don Chan Palace Hotel                             | Vientiane               | 50 m                 | 14     | 2004  |
| Lettonie                         | Z-Towers                                          | Riga                    | 123 m                | 32     | 2016  |
| Liban                            | Sama Beirut                                       | Beyrouth                | 187 m                | 50     | 2016  |
| Libye                            | Burj Bulaya Office Tower 1                        | Tripoli                 | 144 m                | 34     | 2007  |
| Lituanie                         | Europa Tower                                      | Vilnius                 | 129 m                | 33     | 2004  |
| Luxembourg                       | Tours de la Cour de justice de l'Union européenne | Luxembourg              | 107 m                | 27     | 2008  |
| Macédoine du Nord                | Cevahir Towers                                    | Skopje                  | 130 m                | 40     | 2018  |
| Madagascar                       | Orange Telecommunication Tower                    | Antananarivo            | 118 m                | 33     | 2013  |
| Malaisie                         | Merdeka 118                                       | Kuala Lumpur            | 679 m                | 118    | 2023  |
| Mali                             | Tour de la BCEAO (Bamako)                         | Bamako                  | 61 m                 | 17     | 1994  |
| Malte                            | Mercury Tower (en)                                | San Ġiljan              | 122 m                | 32     | 2023  |
| Maroc                            | Mosquée Hassan II                                 | Casablanca              | 250 m                |        | 1986  |
| Maurice                          | Bank of Mauritius Tower                           | Port-Louis (Maurice)    | 124 m                | 22     | 2006  |
| Mexique                          | Torre KOI                                         | Monterrey               | 279 m                | 67     | 2017  |
| Moldavie                         | Hotel Cosmos                                      | Chișinău                | 79 m                 | 22     | 2002  |
| Monaco                           | Tour Odéon                                        | Monaco                  | 170 m                | 49     | 2015  |
| Mongolie                         | Soyombo Tower                                     | Oulan-Bator             | 120 m                | 28     | 2016  |
| Monténégro                       | Ulice Slobode 10                                  | Podgorica               | 50 m                 | 14     | -     |
| Mozambique                       | Banco de Moçambique Tower 1                       | Maputo                  | 130 m                | 31     | 2015  |
| Namibie                          | Mutual Tower                                      | Windhoek                | 75 m                 | 21     | 2010  |
| Népal                            | Sun Tower                                         | Katmandou               | 65 m                 | 18     | 2014  |
| Nicaragua                        | Banco de América                                  | Managua                 | 61 m                 | 17     | -     |
| Niger                            | Tour de BCEAO (Niamey)                            | Niamey                  | 50 m                 | 14     | -     |
| Nigeria                          | NECOM House                                       | Lagos                   | 160 m                | 32     | 1979  |
| Norvège                          | Radisson Blu Plaza Hotel                          | Oslo                    | 117 m                | 37     | 1990  |
| Nouvelle-Zélande                 | Vero Centre                                       | Auckland                | 170 m                | 38     | 2000  |
| Oman                             | Sheraton Oman Hotel                               | Muscat                  | 57 m                 | 16     | -     |
| Ouganda                          | Hotel Kampala                                     | Kampala                 | 90 m                 | 24     | 2014  |
| Ouzbékistan                      | Banque national d'Ouzbékistan                     | Tachkent                | 108 m                | 26     | 1997  |
| Pakistan                         | Bahria Town ICON                                  | Karachi                 | 300 m                | 62     | 2018  |
| Palestine                        | Al Ghifari Tower                                  | Gaza                    | 76 m                 | 20     | -     |
| Panama                           | JW Marriott Panama                                | Panama                  | 293 m                | 68     | 2010  |
| Papouasie-Nouvelle-Guinée        | Grand Papua Hotel                                 | Port Moresby            | 90 m                 | 21     | 2011  |
| Paraguay                         | Torre Ícono                                       | Asuncion                | 145 m                | 39     | 2013  |
| Pays-Bas                         | Tour de la Meuse                                  | Rotterdam               | 165 m                | 45     | 2010  |
| Pérou                            | Banco de la Nación - Centro de Convenciones       | Lima                    | 140 m                | 30     | 2015  |
| Philippines                      | Grand Hyatt Manila                                | Bonifacio Global City   | 318 m                | 66     | 2016  |
| Pologne                          | Varso Tower                                       | Varsovie                | 310 m                | 53     | 2021  |
| Portugal                         | Torre de vasco da gama                            | Lisbonne                | 145 m                | 22     | 2012  |
| Qatar                            | Aspire Tower                                      | Doha                    | 300 m                | 36     | 2007  |
| République démocratique du Congo | Buildings Gécamines                               | Kinshasa                | 79 m                 | 22     | 1977  |
| République dominicaine           | Torre Anacaona 27                                 | Santo Domingo           | 180 m                | 41     | 2017  |
| Roumanie                         | Floreasca City Center                             | Bucarest                | 137 m                | 37     | 2012  |
| Royaume-Uni                      | The Shard                                         | Londres                 | 306 m                | 73     | 2013  |
| Russie                           | Lakhta Center                                     | Saint-Pétersbourg       | 462 m                | 87     | 2018  |
| Rwanda                           | Kigali City Tower                                 | Kigali                  | 71 m                 | 20     | 2011  |
| Salvador                         | Torre El Pedregal                                 | San Salvador (Salvador) | 104 m                | 25     | 2009  |
| Sénégal                          | Banque centrale des États de l'Afrique de l'Ouest | Dakar                   | 72 m                 | 20     | 1979  |
| Serbie                           | Tour Genex                                        | Belgrade                | 115 m                | 30     | 1980  |
| Sierra Leone                     | Sam Bangura tower                                 | Freetown                | 57 m                 | 16     | 2001  |
| Singapour                        | Guoco Tower                                       | Tanjong Pagar           | 290 m                | 68     | 2016  |
| Slovaquie                        | Tower 115                                         | Bratislava              | 115 m                | 28     | 1984  |
| Slovénie                         | Palais de Cristal (Ljubljana)                     | Ljubljana               | 89 m                 | 22     | 2011  |
| Soudan                           | NTC Tower                                         | Khartoum                | 106 m                | 29     | 2009  |
| Sri Lanka                        | Altair (building)                                 | Colombo                 | 240 m                | 68     | 2018  |
| Suède                            | Turning Torso                                     | Malmö                   | 190 m                | 57     | 2005  |
| Suisse                           | Roche Tower                                       | Bâle                    | 178 m                | 41     | 2015  |
| Syrie                            | Damascus Tower                                    | Damas                   | 104 m                | 29     | -     |
| Tadjikistan                      | Dushanbe Plaza                                    | Douchanbé               | 92 m                 | 22     | 2011  |
| Taïwan                           | Taipei 101                                        | Taipei                  | 509 m                | 101    | 2004  |
| Tanzanie                         | PSPF Commercial Towers                            | Dar es Salam            | 157 m                | 35     | 2014  |
| Tchéquie                         | AZ Tower                                          | Brno                    | 111 m                | 30     | 2013  |
| Thaïlande                        | Iconsiam                                          | Bangkok                 | 318 m                | 70     | 2018  |
| Togo                             | Hôtel du 2 Février                                | Lomé                    | 102 m                | 36     | 1980  |
| Trinité-et-Tobago                | International Waterfront                          | Port-d'Espagne          | 120 m                | 27     | 2009  |
| Tunisie                          | Tour de la nation                                 | Tunis                   | 96 m                 | 23     | 1969  |
| Turkménistan                     | Yyldyz                                            | Achgabat                | 107 m                | 24     | 2013  |
| Turquie                          | Skyland Istanbul                                  | Istanbul                | 284 m                | 65     | 2017  |
| Ukraine                          | Klovski Descent 7A                                | Kiev                    | 163 m                | 47     | 2012  |
| Uruguay                          | Torre de las Telecomunicaciones                   | Montevideo              | 158 m                | 32     | 2002  |
| Venezuela                        | Isla Multiespacio                                 | Valencia (Venezuela)    | 243,8 m              | 55     | 2018  |
| Viêt Nam                         | Landmark 81                                       | Hô-Chi-Minh-Ville       | 461 m                | 81     | 2018  |
| Yémen                            | Qubaty Tower                                      | Sanaa                   | 72 m                 | 20     | -     |
| Zambie                           | Findeco House                                     | Lusaka                  | 90 m                 | 23     | 1979  |
| Zimbabwe                         | Tour de la Banque centrale du Zimbabwe            | Harare                  | 120 m                | 28     | 1997  |